# 邓名世
邓名世（?—?），字元亚，抚州临川（今属江西）人。
祖父邓孝甫，可見於《宋史·隐逸传》。邓名世天資篤實，嗜讀《春秋》，不容於當時。高宗時，赐同进士出身。绍兴四年（1134年），任史馆校勘。忤秦桧，坐夺官。著有《春秋论说》、《春秋类史》、《春秋公子谱》、《列国诸臣图》、《左氏韵语》、《国朝宰相年表》、《古今姓氏书辨证》、《星极大衍数》、《大乐书》、《文集》等，今存《古今姓氏书辨证》40卷。